# 陳宏宗 (政治人物)
陳宏宗（1958年11月1日—）是臺東縣出生的台灣政治人物。目前為台灣民眾黨籍，1975年加入中國國民黨，2020年6月7日退出國民黨。現任臺東縣議會議員。2022年九合一選舉中以無黨籍當選臺東縣議員（關山鎮、鹿野鄉、池上鄉、海端鄉）。2024年2月加入民眾黨，並接任民眾黨台東縣黨部主委。

## 經歷
陳宏宗出生於臺東縣關山鎮，之後亦在故鄉從事觀光休閒產業。
在第17、18屆台東縣議會會期擔任副議長。2020年06月07日高雄市長韓國瑜被罷免後，台東縣議員陳宏宗發布聲明，正式退出國民黨。陳宏宗說：「對國民黨從中央到地方長期的種種亂象，感到痛心與失望」。認為「唯一1個能在高雄選上的市長竟被90多萬人唾棄，現任台東縣長饒慶鈴與前台東縣長黃健庭內鬥，坦言對國民黨相當灰心，認為國民黨太自私，每次選舉都不團結，總有雜音出現」。
2024年2月16日加入民眾黨，並接任民眾黨台東縣黨部主委。他表示，大武鄉長補選，民眾黨沒有理由缺席

## 言論及爭議
- 2024年5月，陳宏宗在台東縣議會質詢稱，酒駕執法「應該看程度，兼顧情與理」，要求執法人員「不要動不動對酒駕的基層勞工和農民取締酒駕和開罰」[5]，相關言論引發社會矚目。其所屬的台灣民眾黨則以聲明強調該黨秉持酒駕「零容忍」之態度[6]。5月31日，陳宏宗在縣議會向縣長饒慶鈴公開道歉，稱質詢內容是「為民喉舌」，願為誤解道歉[7]。

## 選舉紀錄
| 年度 | 選舉屆數               | 選舉區           | 所屬政黨   | 得票數 | 得票率 | 當選標記 | 備註 |
| ---- | ---------------------- | ---------------- | ---------- | ------ | ------ | -------- | ---- |
| 2009 | 第十七屆臺東縣議員選舉 | 臺東縣第四選舉區 | 中國國民黨 | 2,667  | 25.37% |          |      |
| 2014 | 第十八屆臺東縣議員選舉 | 臺東縣第四選舉區 | 中國國民黨 | 3,951  | 35.78% |          |      |
| 2018 | 第十九屆臺東縣議員選舉 | 臺東縣第四選舉區 | 中國國民黨 | 4,531  | 41.80% |          |      |
| 2022 | 第二十屆臺東縣議員選舉 | 臺東縣第四選舉區 | 無黨籍     | 2,931  | 28.11% |          |      |